# Sonátová forma
Sonátová forma je hudební forma využívaná v dílech klasické hudby. Jedná se o nejvíce rozšířenou formu, kterou mívají typicky první věty různých děl z oblasti komorní i orchestrální hudby – sonáta, smyčcový kvartet, předehra, koncertů, symfonií a jiných. Často je využívána také v závěrečných větách sonát, smyčcových kvartet a koncertů.

## Historie
Ačkoliv již v období baroka existovaly skladby označované jako sonáty, sonátová forma jako taková neexistovala. Počátky tradiční sonátové formy (tak jak ji známe dnes) sahají až do období raného klasicismu, kde se o její vývoj zasloužili hlavně Jan Václav Stamic, Carl Philipp Emanuel Bach a další skladatelé. O ustálení její formy se významným způsobem zasloužil Joseph Haydn. V době Haydna, Mozarta a Beethovena už měla sonátová forma pevně danou strukturu. Sonátová forma se stala základní hudební formou, využívanou v době celého romantismu i 20. století. Postupně však docházelo k modifikacím různého rozsahu.

## Struktura
Základní struktura sonátové formy sestává z expozice, provedení a reprízy. Expozici může ještě někdy předcházet úvod.

### Úvod
Úvod má úlohu uvést posluchače do atmosféry vlastní skladby. Podle rozsahu a tematické samostatnosti rozlišujeme 2 typy úvodu:
- malý typ úvodu,
- velký typ úvodu.

### Expozice
V expozici skladatel uvede hlavní tematický materiál věty. Ten tvoří jednotlivá témata.
- Hlavní téma – Je psáno vždy v základní tónině (ta je obvykle uváděna i v názvu díla).
- Vedlejší téma – Bývá psáno v dominantní tónině. Když je základní tónina durová, dominantní je také durová ale o kvintu výše (příklad: základní tónina je C-dur, dominantní G-dur). Pokud je základní tónina mollová, ve vedlejším tématu se využívá paralelní durová tónina (například základní tónina c-moll a ve vedlejším tématu Es-dur). Nálada druhého tématu je vždy odlišná od hlavního tématu, aby bylo dosaženo kontrastu. Vedlejší téma je většinou lyričtější a jemnější.
- Závěrečné téma – Ve stejné tónině jako vedlejší, vyvažuje předcházející témata a uzavírá expozici. Nemusí být vždy uvedena resp. nemusí být uvedena vůbec.

### Provedení
Jestliže expozice uvádí hlavní hudební materiál, úlohou provedení je tento materiál zpracovat, rozvést tato témata. Tato část sonátové formy v průběhu svého vývoje postupně nabyla větší důležitost – od náznakovitého provedení v počátečním vývojovém stádiu přes rozvinutý tvar, kdy byla rovnocenná s krajními částmi až do takové formy, kdy se stala těžištěm celé sonátové formy (hlavně v novější hudbě).
Provedení je částí sonátové formy, pro kterou platí nejméně omezení, skladatel v ní může použít různé způsoby práce s námětem a tématem skladby. Také tonální plán provedení je volný. Zpravidla se však vynechávají tóniny, které byly použity v expozici (především hlavní tónina). Formální rozvrh a rozsah provedení závisí na možnosti zpracování jednotlivých témat a celkovém rozsahu sonátové formy, jakož i na tom, jakou důležitost zastává provedení v sonátové formě.
Ve většině sonát však nacházíme tři typické úseky, na které je rozčleněno provedení:
- vstupní úsek,
- vlastní provedení,
- návratový úsek.

### Repríza
Repríza je poslední část sonátové formy, která má za úkol zopakovat tematický materiál expozice. Svým charakterem vyvažuje dynamický průběh rozvedení a z formálního hlediska uspokojivě uzavírá celou část v základní tónině.
- Hlavní téma – Obvykle je psáno ve stejné tónině jako v expozici.
- Vedlejší téma – V podobné formě jako v expozici, ale tentokrát v základní tónině. Vzácně může být psána v molové tónině se stejným základním tónem (například téma v expozici je C-dur a téma v repríze c-moll). K této základní podobě sonátové formy se někdy přidává introdukce na úvod a coda na úplný závěr skladby.

S uvedenými atributy sonátové formy se setkáváme hlavně v období klasicismu a raného romantismu. Postupně došlo k vícero inovacím. V pozdějších skladbách se skladatelé nespokojili jen s expozicí dvou nebo tří témat, ale v této části uplatnili vícero provázaných hudebních nápadů. Podobně je v pozdějších sonátách repríza jen volnou parafrází expozice a témata zde často přecházejí do dalšího meno kratšího provedení.